# Березовик (Тихвінський район)
Березовик (рос. Берёзовик) — селище у Тихвінському районі Ленінградської області Російської Федерації.
Населення становить 694 особи. Належить до муніципального утворення Тихвінське міське поселення.

## Історія
Населений пункт розташований на історичній Новгородській землі, знищеній Московським царством у 15 столітті.
Згідно із законом від 1 вересня 2004 року № 52-оз належить до муніципального утворення Тихвінське міське поселення.

## Населення
| 1910 | 1961 | 1997 | 2002 | 2007 | 2010 | 2012 |
| ---- | ---- | ---- | ---- | ---- | ---- | ---- |
| 7    | ↗857 | ↘644 | ↘641 | ↗664 | ↘381 | ↗694 |